# 金盏银盘
金盏银盘（学名：Bidens biternata），或稱鬼針舅，是菊科鬼针草属的植物。分布在朝鲜、东南亚和国以及非洲、日本以及中国大陆的华中、华南、山西、西南及河北、辽宁、华东等地，生长于海拔400米至2,200米的地区，多生长在路边、村旁或荒地中，目前尚未由人工引种栽培。